# Hagener Königsmoor
Koordinaten: 53° 20′ 15″ N, 8° 38′ 8″ O
Das Hagener Königsmoor ist ein größtenteils abgetorftes Hochmoorgebiet in der Gemeinde Hagen im Bremischen im Landkreis Cuxhaven.

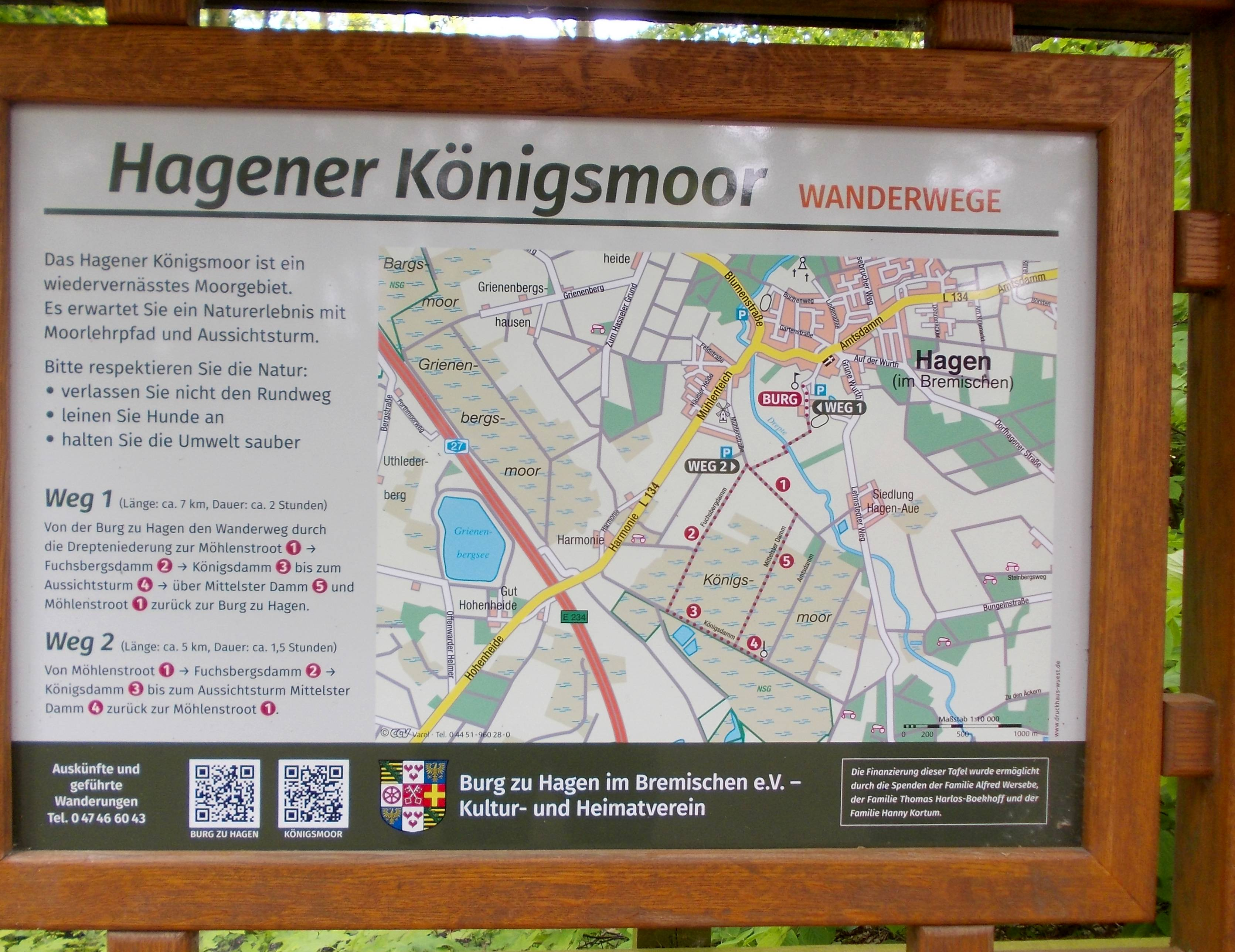
Überblickskarte zum Königsmoor bei Hagen/Bremen

Das Moor, dessen südlicher Teil als Naturschutzgebiet „Südliches Hagener Königsmoor“ ausgewiesen ist, liegt südwestlich von Hagen im Bremischen am Rand der Geest im Übergang zur Niederung der Drepte.
Das Moor, das ursprünglich Hagener Ahemoor hieß, wurde zwischen 1820 und 1845 vom Königreich Hannover meierrechtlich an Interessenten vergeben. In der Folge wurden Bereiche vom Rand her durch Abzugsgräben entwässert und durch Handtorfstich abgebaut. 1971 bis 1996 wurden große Teile des Moores, das zwischen sechs und acht Meter mächtig war, maschinell abgetorft.

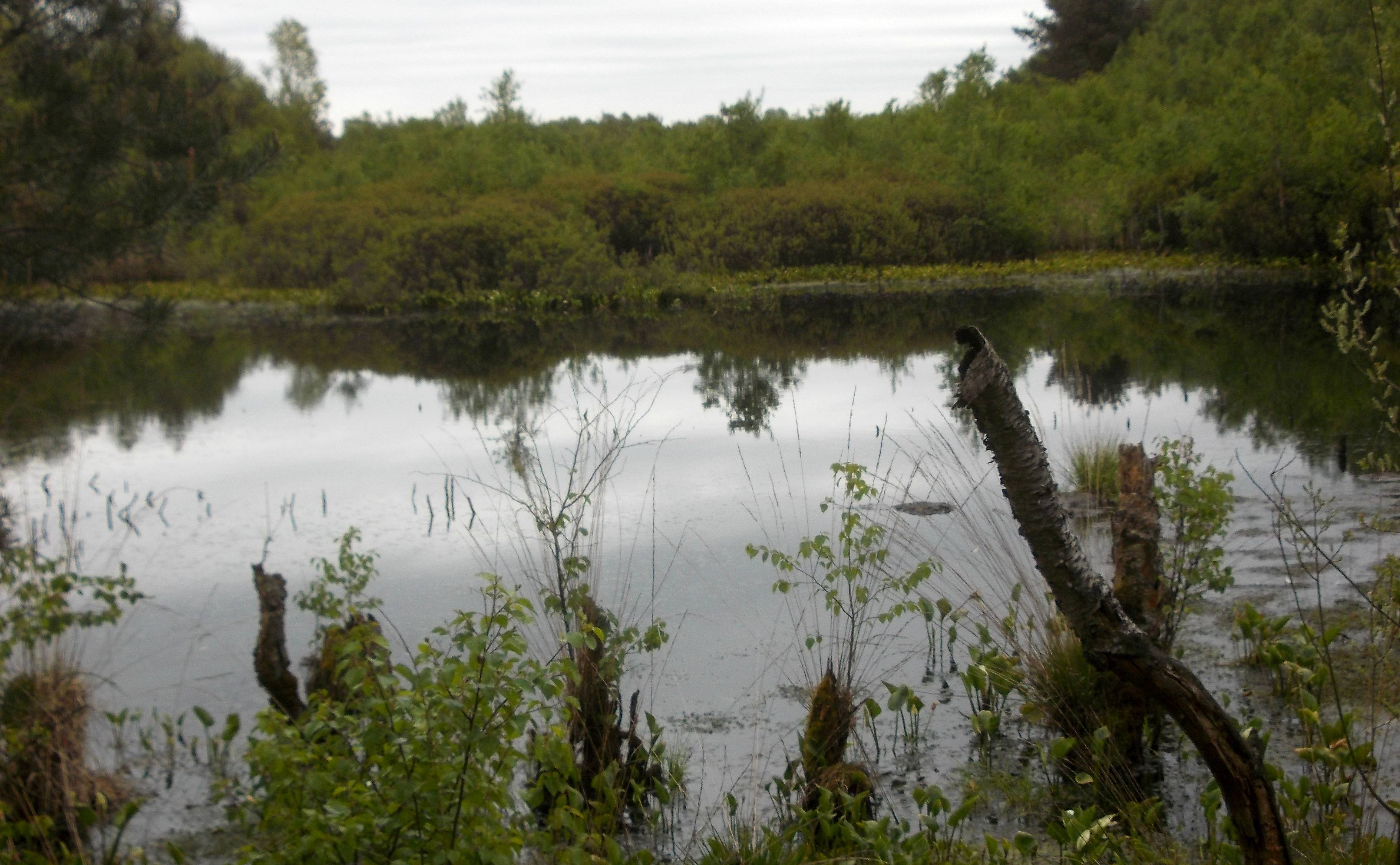
Blick in das wiedervernässte Königsmoor

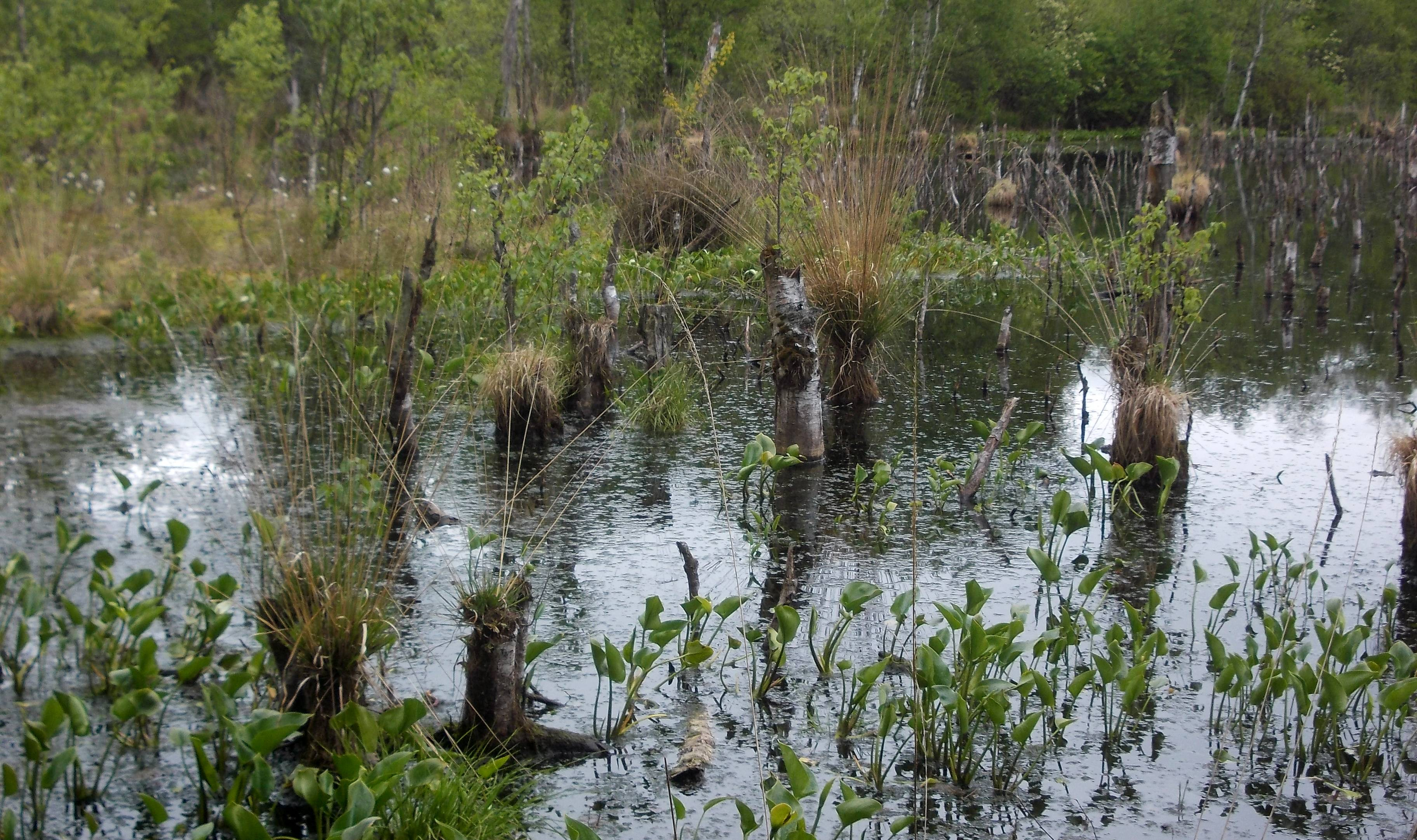
Blick in das wiedervernässte Königsmoor

Ein Teil der Fläche wurde 1999 wiedervernässt. Hier kann sich das Moor regenerieren. Es siedeln wieder typische Moorpflanzen wie Torfmoose, Schmalblättriges und Scheidenwollgras sowie Rundblättriger und Mittlerer Sonnentau. Insbesondere im nördlichen Bereich siedelt Moorheide mit Rosmarin-, Glocken- und Besenheide sowie Pfeifengras. Weiterhin sind Bereiche mit Moorwald zu finden. Insbesondere im unter Naturschutz stehenden Bereich im Süden des Hagener Königmoores stockt überwiegend Moorwald.
Die Wiedervernässungsflächen sind Lebensraum u. a. von Moor- und Teichfrosch sowie verschiedener Libellen, darunter Große Königslibelle und Gemeine Becherjungfer.

## Geschichte des Königsmoores
Vor ca. 10.000 Jahren bildete sich im Urstromtal der Weser der fruchtbare Marschboden. Zwischen den von den Gletschern der Eiszeit zurückgelassenen Schutt- und Sandbergen entstand die Geest. Abflusslose und tiefergelegene Senken füllten sich mit Oberflächenwasser. Aus dem Randbewuchs und Torfmoosen bildete sich der Torf. Millimeter für Millimeter wuchs die Torfschicht im Königsmoor auf bis zu acht Metern Dicke an. In christlicher Zeit gab es durch das Ahemoor, heute Königsmoor, hinüber zum Grienenbergsmoor nur einen Weg
über den Mühlenberg und die Hohe Heide nach Uthlede. Dieser Weg hieß bis ins 18. Jahrhundert „Scharrisdamm“. Das war die niederdeutsche Form von „Ansgari-Damm“, nach dem Erzbischof Ansgar, der von 831 bis 865 in Bremen wirkte. Das soll wohl der Kirchenweg nach Bremen gewesen sein – ihm folgt heute noch die Straße von Hagen nach Uthlede. Am Ende des 18. Jahrhunderts entdeckte man den wirtschaftlichen Wert des Torfes als Brennmaterial und die abgetorfte Fläche als Acker- und Weideland. Das Hagener Ahemoor wurde zwischen 1820 und 1945 vom Staat, das war damals der König von Hannover, an Interessenten meierrechtlich vergeben und seitdem Königsmoor genannt. Beim Handtorfstich wurde im Sommer durch Abzugsgräben das Wasser abgeleitet, die im Winter, wenn der Torf eingebracht war, wieder verschlossen wurden. Auf Hunderten von Parzellen wurden ein oder zwei Fuder Torf gegraben – das hätte auf lange Zeit wenig an der Naturlandschaft geändert. Von 1971 bis 1999 wurde der Torf maschinell abgebaut und im Gartenbau wirtschaftlich verwendet. Dadurch wurde der jahrtausendealte Lebensraum Moor zerstört. Für die Tiere und Pflanzen war es jetzt eine Wüstenei. 1999 stimmten die meisten Eigentümer der Wiedervernässung des Königsmoores zu. Durch deren Verständnis sowie mit finanzieller Unterstützung der Naturschutzbehörde des Landkreises Cuxhaven, der Gemeinde Hagen und den Einsatz von EU-Mitteln gelang es, ein Stück des schon verloren geglaubten Naturraumes zu erhalten und sich wieder entwickeln zu lassen.

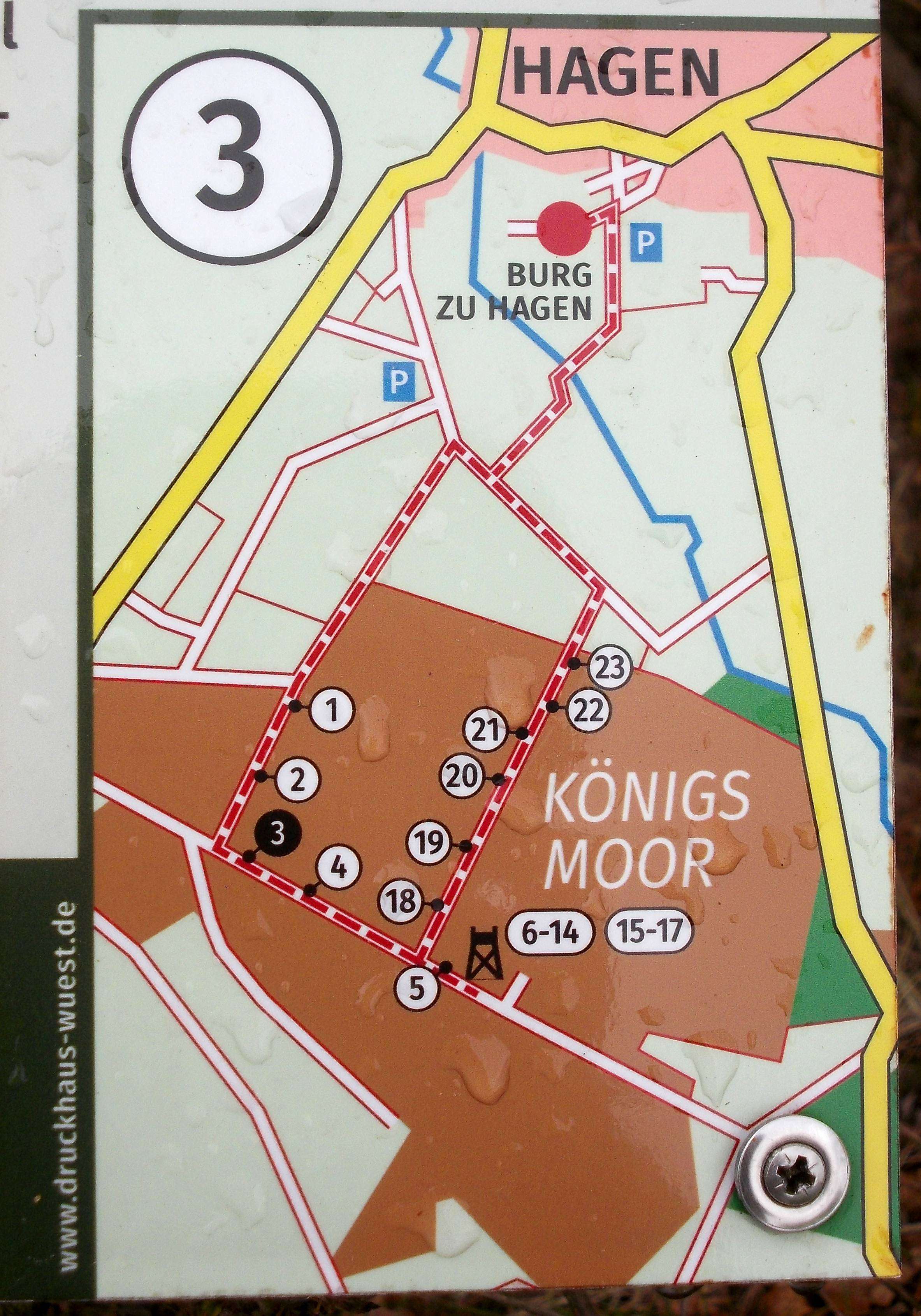
Plan des Rundwegs durch das Königsmoor

Durch das Hagener Königsmoor verläuft ein als Rundweg ausgelegter Lehrpfad mit Informationstafeln. Von dem Rundweg führt ein Stichweg zu einem Aussichtsturm im Süden des Moores, von dem aus Teile der Wiedervernässungsflächen überblickt werden können. 

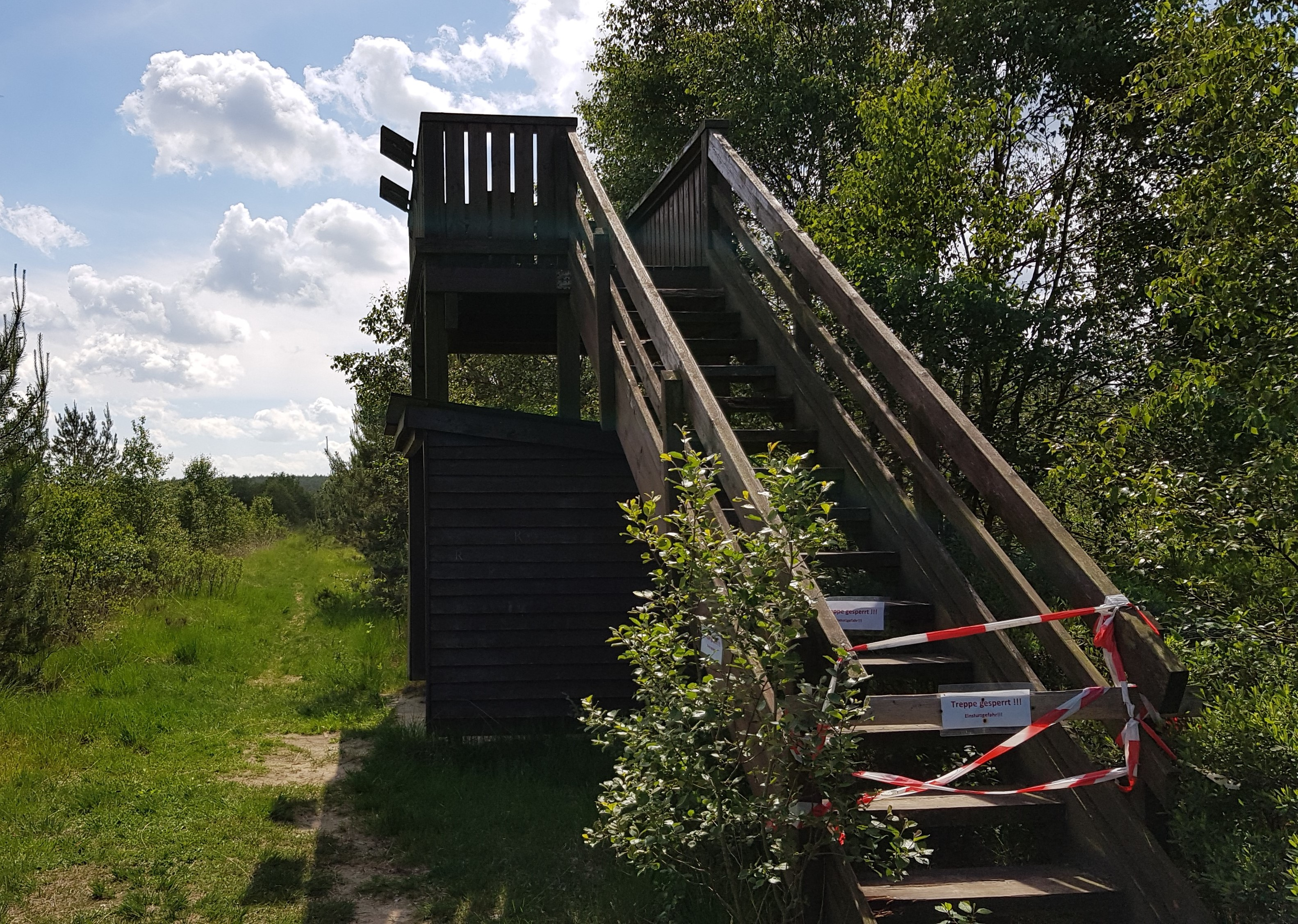
Aussichtsturm (Sommer 2019)